# Mescalero (New Mexico)
Mescalero is een plaats (census-designated place) in de Amerikaanse staat New Mexico en valt bestuurlijk gezien onder Otero County.

## Demografie
Bij de volkstelling in 2000 werd het aantal inwoners vastgesteld op 1233.

## Geografie
Volgens het United States Census Bureau beslaat de plaats een oppervlakte van
46,3 km², geheel bestaande uit land. Mescalero ligt op ongeveer 1774 m boven zeeniveau.

## Plaatsen in de nabije omgeving
De onderstaande figuur toont nabijgelegen plaatsen in een straal van 28 km rond Mescalero.